# Valentino Bucchi
Valentino Bucchi (Florence, 29 november 1916 – Rome, 8 mei 1976) was een Italiaans componist.

## Biografie
Bucchi was de zoon van een hoornist en een violiste; hij voltooide eerst een studie filosofie aan de Universiteit van Florence en deed vervolgens een muziekopleiding aan het Liceo Musicale Cherubini. Hij studeerde onder anderen bij Vito Frazzi en Luigi Dallapiccola.
Vanaf 1938 was hij muziekcriticus van het tijdschrift La Nazione in Florence. In 1939 ging zijn eenakter-opera Giuoco del Barone in première, die waardering kreeg van de muziekcriticus Bruno Barilli en in 1956 werd de Prix Italia bekroond.  Hij schreef naast opera's ook kamermuziek, vocale werken en werken voor orkest.
Na 1941 verschenen alleen nog incidenteel muziekkritieken van hem. Tussen 1945 en 1947 schreef hij recensies voor La Nazione del Popolo en Mattino dell'Italia Centrale.
Na 1945 doceerde Bucchi aan de conservatoria van Florence en Venetië. Van 1957 tot 1974 stond hij aan het hoofd van het Conservatorium van Perugia; vervolgens bestuurde hij tot zijn dood het conservatorium van Florence.  Hij was ook directeur van de Accademia Filarmonica Romana (1958-1960), het Teatro Comunale di Bologna (1963-1967) en de Accademia Chigiana in Siena.
Na de dood van Bucchi in 1977 werd de Associazione Musicale Valentino Bucchi opgericht (sinds 1990 Fondazione Valentino Bucchi), die jaarlijks de Premio Valentino Bucchi  uitreikt aan jonge muzikanten en componisten.

## Werken

### Theaterwerken
- Il Giuoco del Barone, opera in één akte (1937)
- Li Gieus de Robin et Marion (1953)
- Il Contrabbasso, grottesco in één akte (1954)
- Una notte in paradiso, cantafavola in één akte (1959-1960)
- Il Coccodrillo, opera in 4 akten (1969-1970)

### Kamermuziek
- Sonatina voor piano (1938)
- Sonatina voor harp (1944)
- Racconto Siciliano voor twee piano's (1955)
- Strijkkwartet (1956)
- Concerto voor solo- klarinet (1969) JM SANTANDREU speelt Concerto per clarinetto (Carta Fiorentina nº 2: Video II Mov.
- Soliloquios, Monodrama voor solo- altviool (1976)

### Vocale muziek
- Quattro liriche voor stem en piano (1935-1940)
- Cinque madrigali la dolce pena voor stem- en kamerorkest (1946)
- Cori della pietà morta voor gemengd koor en orkest (1949-1950)
- Due filastrocche voor kinderkoor (1958-1959)
- Colloquio Corale voor solo- stem, verteller, gemengd koor en orkest (1972)
- Stilte voor gemengd koor a capella (1972)
- Vocalizzo nel mondo dei Fiori voor solo voice en 10 instrumenten (1975)

### Orkestwerken
- Ballata del silenzio voor orkest (1951)
- Concerto in rondò voor piano en orkest (1957)
- Concerto lirico voor viool en strijkers (1958)
- Banditi a Orgosolo, suite voor orkest uit de muziek voor de film van Vittorio De Seta (1965)
- Suite voor orkest (1973)
- Piccolo-concerto per piccolo en strijkers (1973)
- Concerto di concerti voor strijkorkest met viool, altviool, cello en contrabas obligati (1974)
- Laudes Evangelii, gechoreografeerd door Léonide Massine, gefilmd door Joan Kemp-Welch (1961).